# 東八幡平温泉
東八幡平温泉郷（ひがしはちまんたいおんせんきょう）は岩手県八幡平市にある温泉地。国民保養温泉地ではないが、八幡平温泉郷ひとつに数えられる。

## 泉質
- 単純硫化水素泉

## 温泉街
岩手山の北側に温泉地が広がる。

## 歴史

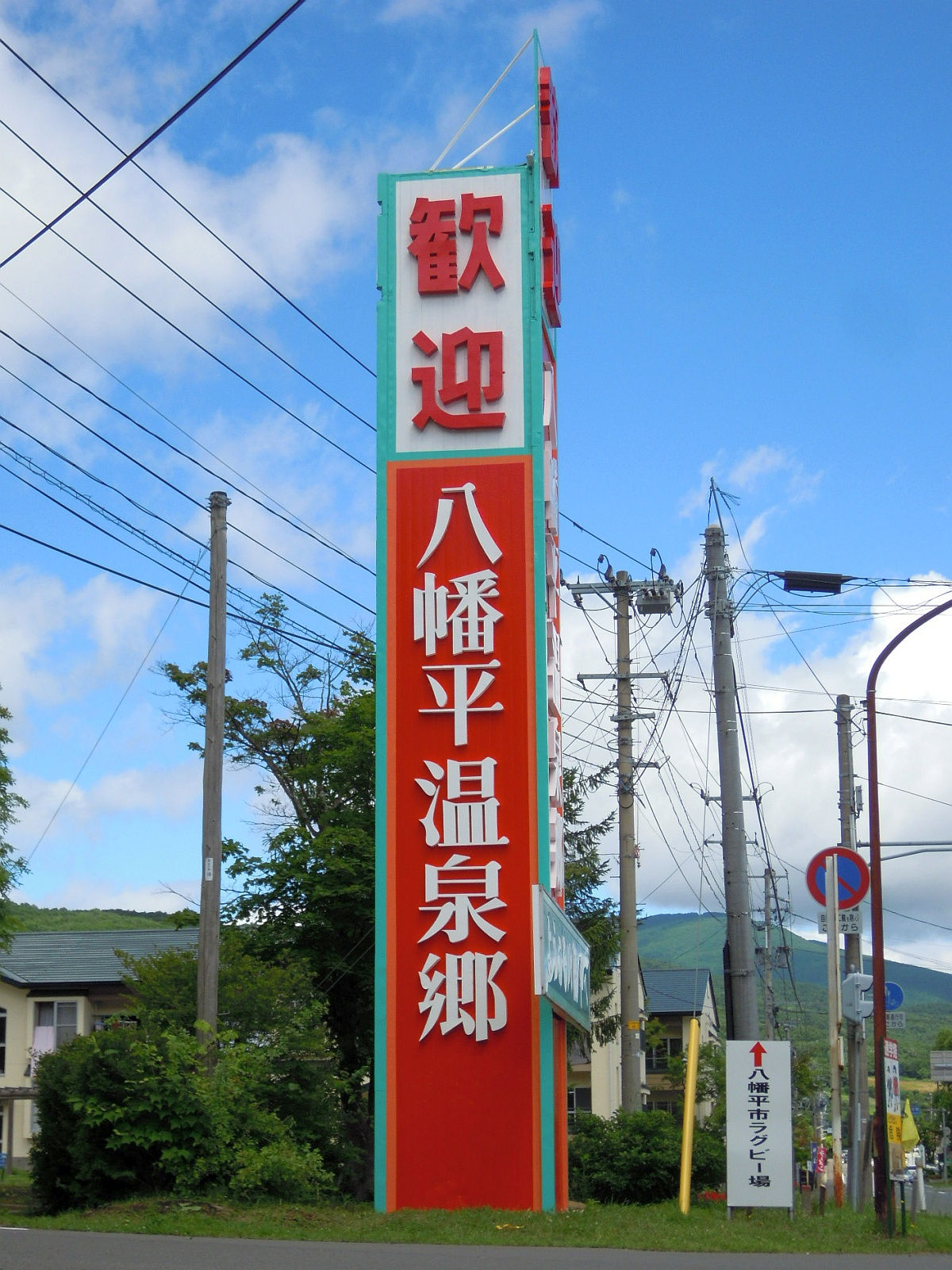
柏台地区にある「歓迎 八幡平温泉郷」の看板

旧松尾村には東洋一の硫黄産出量を誇る松尾鉱山があったが昭和44年閉山され長らく松尾村の経済の主力をなしていた事業の消滅とともに村も一大転換期を迎えることとなる。それに前後すること昭和30年代初頭戦後の復興期の中、将来国も安定期に入り多くの観光需要が見込まれる事も要因となり同村に古くからある松川温泉地域に村民対象の保養所施設を作らんとボーリングが開始された。しかし温泉は出ず、蒸気のみの噴出となり関係者が落胆する中当時の松尾村村長沼田宗一が蒸気での発電を提案、幾多の難問を潜り抜け日本初の地熱発電所が誕生する。
まもなく国を挙げての大型観光時代が到来、昭和45年松尾村が主体となり雇用促進事業団が勤労者福祉施設として運営する岩手中小企業レクリェーションセンター「八幡平ハイツ」（平成15年度に民間に譲渡）を誘致することになる。それに伴いその翌年昭和46年松川地熱発電所より約6kmの区間温泉を引湯する事業が行われた。その引湯事業の成功に伴い日商岩井の経営するライジングサンホテルやJR、日本旅行、松尾村が出資して作られた八幡平リゾートホテルとそれに付随する八幡平リゾートスキー場（現・八幡平リゾート・パノラマスキー場）等後続の施設が相次いで作られた。又、それら大型施設を核として中小のペンション、民宿、旅荘、別荘（地域内の施設は全て温泉を引いている）等が建ち並び北東北きっての大型リゾートゾーンとして現在に至っている。
前述の八幡平温泉郷であるが東八幡平温泉がある地域(岩手県八幡平市)に昭和49年10月28日、当時の岩手県岩手郡松尾村金沢地区に造られた金沢観光団地の名称として八幡平温泉郷と命名された。これ以降、東八幡平温泉は積極的に八幡平温泉郷という名称を用いている。但し東八幡平温泉地区は厚生省告示(1959年9月3日)の八幡平温泉郷としての策定範囲外であることに注意する必要がある。

## アクセス
- 車 : 東北自動車道松尾八幡平IC下車。